# ذات الرداء الأحمر
ذات القبعة الحمراء أو ليلى والذئب (بالفرنسية: Le Petit Chaperon rouge)‏، (بالإنجليزية: Little Red Riding Hood)‏، حكاية خرافية شهيرة عن فتاة تلتقي مع ذئب، وقد تغيرت القصة إلى حد كبير عبر تاريخها وخضعت للعديد من التعديلات الحديثة والقراءات. ونشرت أول مرة من قبل شارل بيرو بفرنسا سنة 1698.

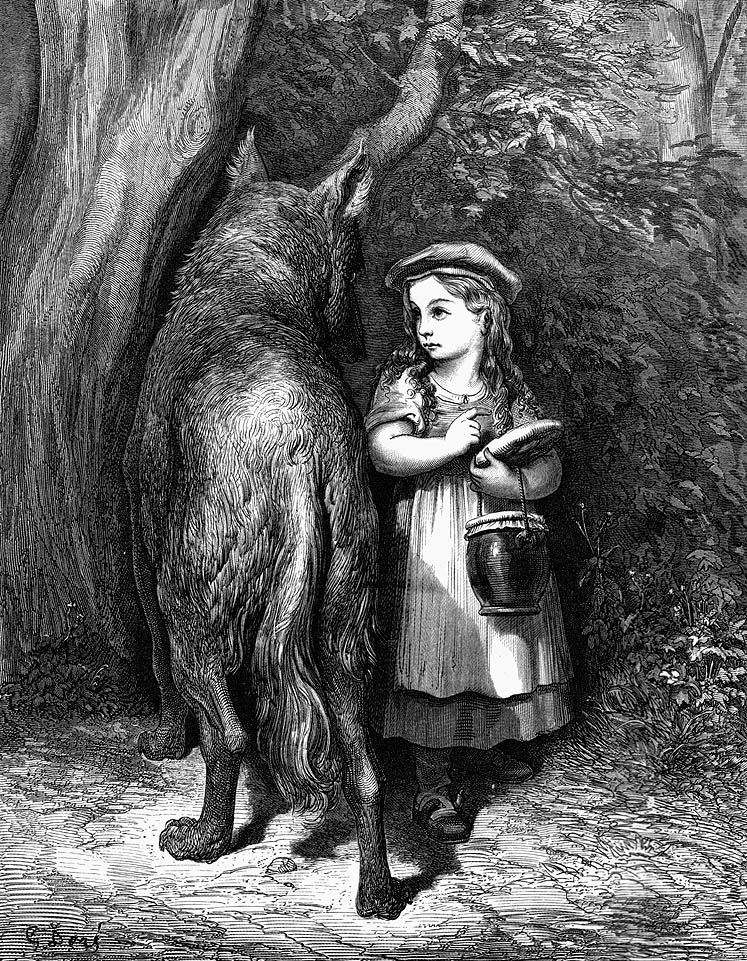
ليلى والذئب، صورة لغوستاف دوري

## القصة

### النسخ الأولى من القصة
وهي كانت نسخة الكاتب شارل بيرو.
وتحكي عن طفلة لُقِبت بـ"ذات الرداء الأحمر"، أو ما يعرف عنها في بعض النسخ "ذات القبعة الحمراء"، لفتاة قد عبرت الغابات لتوصل طعاماً أعدته أمها خصيصاً لجدتها المتعبة، حذرتها والدتها أن تمشي فقط في الطريق المؤدية لبيت جدتها، وكما أنها حذرتها من أن تتحدث لأي أحدٍ غريب.
في الطريق المؤدية لمنزل الجدة يوجد هناك ذئب كبير وشرير، أراد أن يأكل الفتاة وما في سلتها، هو راقب تحركات ذات الرداء الأحمر بصمت وهدوء من خلف أشجار الغابة لكي لا تراه، خرج بعد وقت قصير ليحييها ويلعب معها قليلاً ويمرحان، وبعدها سألها عن المكان الذي ستذهب إليه.
وببراءة هي أخبرته إلى أين هي ذاهبة، وبأن جدتها متعبة جداً وطريحة الفراش، أخبرها الذئب أن تجمع بعضاً من أزهار الغابة الجميلة لتعطيها لجدتها عندما تصل، انشغلت ذات الرداء الأحمر بجمع الأزهار بينما الذئب توجه نحو منزل الجدة بسرعة.
اكل الذئب الجدة وطبخ لحمها ووضعه على المائدة وارتدى مثل ملابسها وبعدها أراح جسده على سريرها ليتغطى ويمثل المرض، لتدخل بعدها ذات الرداء الأحمر لتحيي جدتها (الذئب) وتأكل من الطعام الموجود على المائدة (لحم جدتها) وتجلس بجانب السرير وتنظر لجدتها وتقول:
“يا لعمق وضخامة صوتكِ!“ (لأحييك بطريقة أفضل)
“يا إلهي، يا لكبر عينيك؟“ (لأنظر إليك بطريقة أفضل)
“ويا لكبر يديك!“ (لأعانقكِ بشكلٍ أفضل)
“ويا لكبر فمكِ؟“ (لآكلك بشكلٍ أفضل!)
بعدها قفز الذئب ليأكل ذات الرداء الأحمر وينام بعدها في سرير جدتها بهدوء.

### تعديلات واضافات الأخوان جريم
في القرن التاسع عشر قام الأخوان غريم الألمانيان بإعادة كتابة القصة مع بعض التعديلات.

## أعمال
- ليلى والذيب - الكويت - 1988.